# 薮田町 (名古屋市中区)
藪田町（やぶたちょう）は、愛知県名古屋市中区の地名。

## 歴史

### 地名の由来
旧東古渡町字藪田により命名されたが、字名自体の由来は不詳。

### 沿革
- 1911年（明治44年）11月1日 - 中区東古渡町の一部により、同区薮田町として成立[1]。
- 1944年（昭和19年）2月11日 - 昭和区成立に伴い、同区薮田町となる[1]。
- 1946年（昭和21年）4月15日 - 中区に編入され、同区薮田町となる[1]。
- 1969年（昭和44年）10月21日 - 住居表示実施に伴い、中区千代田四丁目に全域が編入され、廃止[1]。